# Steven Carrasquillo
Steven Carrasquillo (3 de mayo de 1979), es un luchador profesional estadounidense conocido como Monsta Mack que lucha en federaciones independientes del noreste de los Estados Unidos como la Jersey All Pro Wrestling (JAPW), World Xtreme Wrestling(WXW) y Ring of Honor (ROH) como parte del equipo Da Hit Squad, el cual forma con Mafia.

## Vida personal
Carrasquillo empezó a ser fan de la lucha libre muy joven y decidió convertirse en luchador tras ver el combate entre "Macho Man" Randy Savage y Ricky "The Dragon" Steamboat en WrestleMania III.

## Carrera
Tras entrenarse con Homicide y Manny Fernandez, Carrasquillo empezó su carrera en la lucha libre uniéndose a la promoción independiente Long Island Wrestling Federation como Steve Mack, donde debutó en una four-way elimination match contra Low Ki, Chief Tango, y Ken Sweeney en el show benéfico de LIWF para el Junkyard Dog Memorial Fund.

### Jersey All Pro Wrestling (1999–2004)
Tras llegar a Jersey All Pro Wrestling, Mack, con el apodo de Monsta Mack, hizo equipo con Mafia y ambos formaron el equipo heel Da Hit Squad. El equipo provocó un gran impacto, ganando su primero de cinco Campeonato en Parejas de la JAPW en 1999 teniendo feudos con los Haas Brothers (Russ y Charlie) y los Shane Twins. Más tarde, en 2000, Da Hit Squad siguió acumulando campeonatos en otras muchas promociones independientes y en 2001, consiguieron llevar a la vez 6 títulos entre los 2. En 2002, se convirtieron en uno de los equipos más dominantes en Nueva Jersey, New York y Pennsylvania.
El 22 de febrero de 2003 en Woodbridge, New Jersey, Mafia derrotó a Homicide (su entrenador y también el de Mack) ganando su primer Campeonato Peso Pesado de la JAPW. Tras su victoria, Mafia se volvió face abandonando a Mack, a quien derrotó en un combate en USA Pro Wrestling el 8 de marzo.
Sin embargo, Mafia volvió a ser heel tras defender el título con éxito ante Slyk Wagner Brown y pasó a llamarse Dan Maff y formó una stable con los Dirty Rotten Scoundrelz conocido como La Familia (no confundir con la stable del mismo nombre de la WWE).
El 28 de febrero de 2004, Mack desafió a Maff a un combate por el Campeonato Peso Pesado de la JAPW. Tras retener Maff el título, los dos se abrazaron tras el combate en una demostración de respeto y amistad. Sin embargo, los Scoundrelz estaban disgustados por la demostración de deportividad y atacaron a Maff cuando intentó abandonar el ring. En respuesta a ello, Mack regresó al ring para ayudar a Maff pero en vez de eso ayudó a los Scoundrelz en su ataque a Maff. Después, Mack formó una nueva versión de La Familia con los Soundrelz, y reclutó a un gran número de heels para intentar quitarle el título a Maff, pero fue en vano.

### Ring of Honor (2002–2004)
Mack, junto con Mafia, tienen la distinción de haber estado en la primera lucha de la historia de Ring of Honor, donde se enfrentaron a la Christopher Street Connection en el evento The Era of Honor Begins, ganándoles en muy pocos minutos. Tras varios shows de ROH, Da Hit Squad se estableció como una fuerza dominante como lo fueran en JAPW, ganando muchos combates squash antes de rivalizar con equipos como The Carnage Crew y los Natural Born Sinners. The Carnage Crew quiso demostrar que era el equipo más de fuerte de Ring of Honor, por lo que los do equipos disputaron varios combates hardcore . En Honor Invades Boston, Da Hit Squad derrotó a The Carnage Crew en una "Boston Massacre Match", en la que hubo sillas, tapacubos y alambres de espino. En el siguiente show, antes de una batalla entre Da Hit Squad y los Natural Born Sinners , The Carnage Crew fue al ring y atacó a ambos equipos. En respuesta a ello, Da Hit Squad se enfrentó a los Carnage en un falls count anywhere match en el show principal de ROH, Glory By Honor, donde ganaron los Carnage Crew tras ejecutar el Carnage Driver sobre una mesa, finalizando el feudo. Tras el feudo , el Squad luchó en varios scramble matches los siguientes meses.
Da Hit Squad combatió como equipo por última vez en el evento Round Robin Challenge II contra los Second City Saints. Tras la lucha, Mafia se unió a The Prophecy y atacó a Mack, disolviendo el equipo en ROH. Tras disolverse el Squad, Mack dejó ROH y volvió a tiempo completo a JAPW.

### Jersey All Pro Wrestling (2005–presente)
Tras su estancia en ROH, Mack regresó a JAPW el 10 de septiembre de 2005 derrotando a Bandito Jr. Tras finalizar 2005 y a principios de 2006, Mack luchó en muchos combates individuales, mientras empezó un feudo con Trent Acid, y normalmente luchar también en combates por parejas, normalmente con Havoc, con quien formó el tag team The Heavy Hitters . El 29 de julio de 2006, Mack ganó una battle royal para luchar por el campeonato de los pesos pesados de JAPW contra el campeón Rhino. Sin embargo, Mack no pudo conseguir el título, ya que Rhino le cubrió tras una Gore sobre una puerta de madera. El 15 de septiembre, Mack consiguió una revancha contra Rhino por el título, pero perdió otra vez. En 2007, Mack no luchó durante el verano para descansar y recuperarse de una lesión de rodilla antes de volver al ring el 21 de julio de 2007 derrotando a Havoc tras ganar a Wes Draven y Pinkie Sanchez. El 11 de agosto, Mack debutó en Combat Zone Wrestling perdiendo contra D.J. Hyde. El 15 de septiembre , Mack volvió a CZW, perdiendo contra Hyde en una revancha. The Heavy Hitters empezaron entonces una racha de victorias durante finales de 2007 y principios de 2008, derrotando a bastantes equipos como The Christopher Street Connection y The Gemini Twins para convertirse en contendientes por el Tag Team Championship. El 31 de mayo de 2008, The Heavy Hitters no fueron capaces de ganar por el título a The Latin American Xchange, que entonces eran los campeones. The Hitters se recuperaron con una victoria el 16 de agosto sobre The Nigerian Nightmares y volvieron a enfrentarse a LAX por el título un mes después, pero tampoco fueron capaces de ganar. Tras su segunda derrota en un combate por el título, The Hitters derrotaron de nuevo a The Nigerian Nightmares before going undefeated once again throughout the rest of 2008 and into ealy 2009. On June 27, the Hitters lost a four-way match to The Garden State Gods (Corvis Fear and Myke Quest), also involving the Voodoo Kin Mafia and DNA (Sonjay Dutt y Azrieal), for the Tag Team Title. On January 23, 2010, the Heavy Hitters defeated the H8 Club (Nick Cage and Nate Hatred) and the Tag Team Champions The Hillbilly Wrecking Crew (Necro Butcher and Brodie Lee) to win the Tag Team Title. As a result of the win, Mack now shares the record with Homicide for the most reigns as Tag Team Champion.

## Vida personal
Carrasquillo es primo de Brandon Silvestry, más conocido por Low Ki y Kaval.

## En lucha
- Movimientos finales
  - Mack Splash (Frog splash)
  - Van Mackinator (Corner-to-corner missile dropkick)
  - Clothesline From Compton (Running high-impact 
clothesline)

- Movimientos de firma
  - Mack Bomb (Powerbomb)
  - Headbutt
  - Butt bump
  - Elbow strike
  - Belly to belly suplex
  - German suplex
  - Fallaway slam
  - Northern lights suplex
  - Rolling fireman's carry slam
  - Superkick

## Campeonatos y logros
- Impact Championship Wrestling
  - ICW Tag Team Championship (1 vez) - con Mafia
- Jersey All Pro Wrestling
  - JAPW Tag Team Championship (6 veces, actual) - con Mafia (5) y Havoc (1, actual)
- Jersey Championship Wrestling
  - JCW Tag Team Championship (1 vez) - con Mafia
- NAWA
  - NAWA Tag Team Championship (1 vez) - con Mafia
  - NAWA United States Tag Team Championship (1 vez) - con Mafia
- UCW
  - UCW Tag Team Championship (1 vez) - con Mafia
- USA Pro Wrestling/USA Xtreme Wrestling
  - USA Pro/USX Tag Team Championship (4 veces) - con Mafia (2), Havok (1) y Louie Ramos (1)
- World Xtreme Wrestling
  - WXW Tag Team Championship (2 veces) - con Mafia